# Чернігівський колегіум
Черні́гівський коле́гіум, або Черні́гівська коле́гія — один із найстаріших середніх навчальних закладів в Україні.
Колегіум заснований у 1700 році під назвою Малоросійського колегіуму, на базі слов'яно-математичної школи, переведеної з Новгорода-Сіверського. Фундатором колегіуму був церковний діяч, педагог і письменник Йоан Максимович. У закладі вчили латинської, грецької мов, історії, географії, математики, філософії.
Серед учнів були переважно діти козацької старшини та заможних міщан Лівобережжя.
Перший навчальний заклад вищого рівня в Лівобережній Україні.

## Історія
Заснований з ініціативи відомих церковних і культурних діячів другої половини XVII — початку XVIII ст. Лазара Барановича та Йоана Максимовича за підтримки гетьмана Івана Мазепи, Чернігівський колегіум поряд з Києво-Могилянською академією та Харківським колегіумом був одним із визначних осередків просвіти і культури XVIII ст. в Україні.
Л. Баранович вирішив через занепад Києво-Могилянського колегіуму заснувати в Чернігові школу при архієрейському домі. Йоан Максимович у 1700 р. реорганізував школу Л. Барановича в колегіум за зразком Києво-Могилянської академії. Колегіум у Чернігові заснований Й. Максимовичем при кафедральному Борисоглібському монастирі за безпосередньої підтримки та фінансування Івана Мазепи.

Колегіум у цей період називався на честь свого засновника «Архієпископо-Максимовичівським Чернігівським»: 
|  | лат. Archiepiscopo Maximowitanó Czernihowiac |

.
Процес становлення Чернігівського колегіуму як навчального закладу розтягнувся на декілька років, бо в колегіумах панувала класна, а не предметна система викладання предметів, коли один учитель навчав усіх дисциплін і разом зі своїм класом поступово переходив від нижчого до вищого курсу. Так, починаючи з 1700 по 1705 р. протягом чотирьох років у Чернігівському колегіумі було відкрито 4 класи: три граматичні (інфіма, граматика, синтакса) та клас поетики. 1705 р. три класи мали назви schola infima, schola grammatica та schola syntaxis.

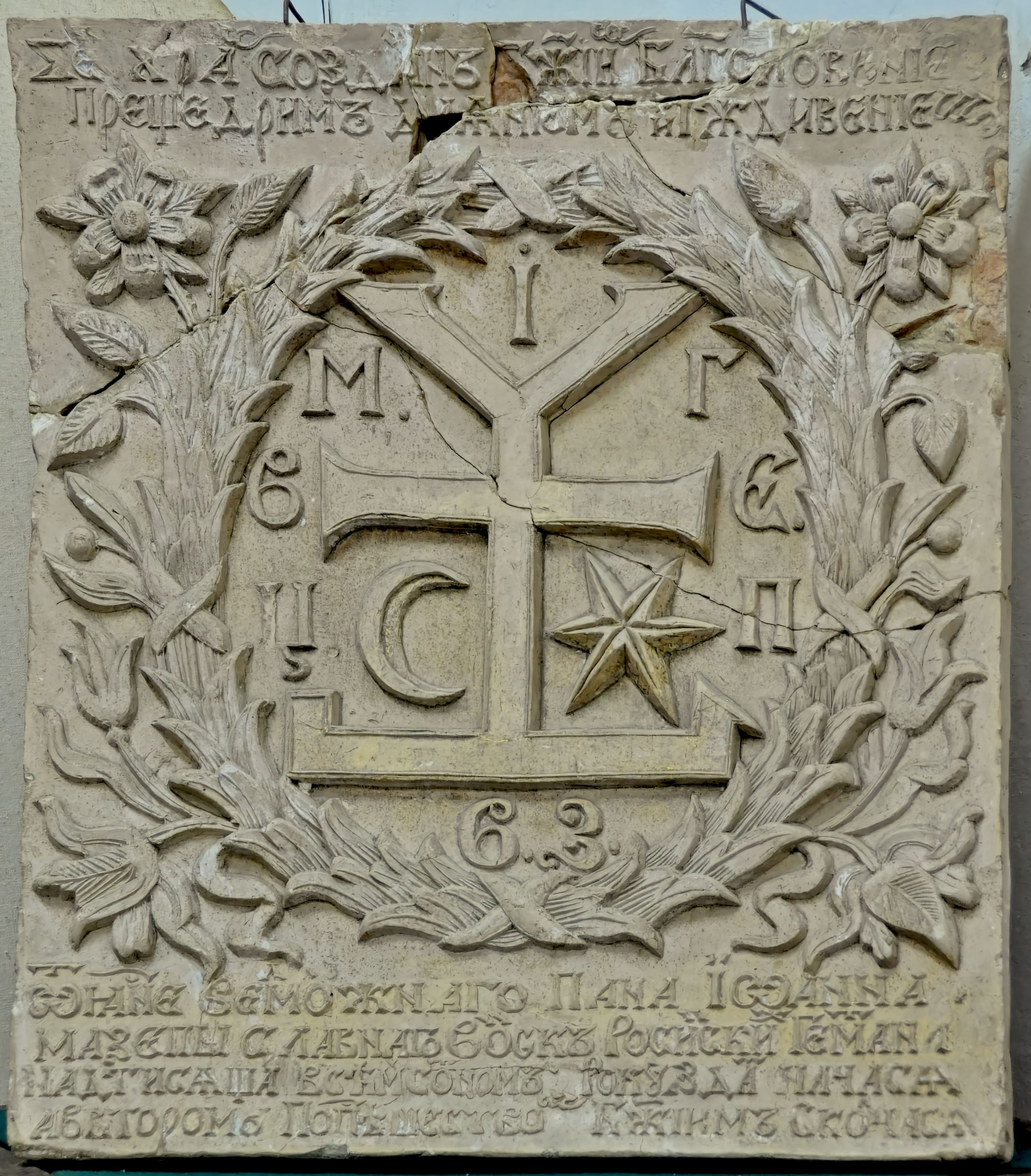
Герб Івана Мазепи у Чернігівському колегіумі

Принципи організації, обсяг і зміст навчальних програм у Чернігівському колегіумі були подібні до польських, західноєвропейських колегіумів (академій). Викладання предметів велося латинською мовою, яку вивчали в нижчих 4-х граматичних класах. В Чернігівському колегіумі у двох нижчих граматичних класах — аналогії (фарі) та інфімі — один учитель навчав читанню, письму та основам латинської граматики, так само як у двох вищих граматичних класах — граматики та синтаксими — один учитель викладав правила латинської граматики, синтаксису, тренував учнів у перекладах із польської і рідної мови на латинську та навпаки. Латинську мову вивчали за тим самим підручником Емануїла Альвара «Institutiones linguae latinae», що і в Київській академії, який був дуже популярний в Європі.

Вивчення латини вимагало певної підготовки, тому до колегіуму приймали учнів, які вміли вже читати та писати рідною мовою. Так, в указі чернігівської консисторії 1742 р. зазначалося, що священнослужителі зобов'язані навчати своїх дітей вдома «простого русского писання», вказувалося, чому саме треба навчати дітей і з якого віку: 
|  | "От семилетнего возраста по последней мере, трилетний срок детей своих русской грамоте, як то: букваря з десятісловіем, часослова, псалтиря и скорописной все прилежне имели старательство и ко ученію в славено-греко-латинскія коллегіума Чєрниговскаго школы высылали". |

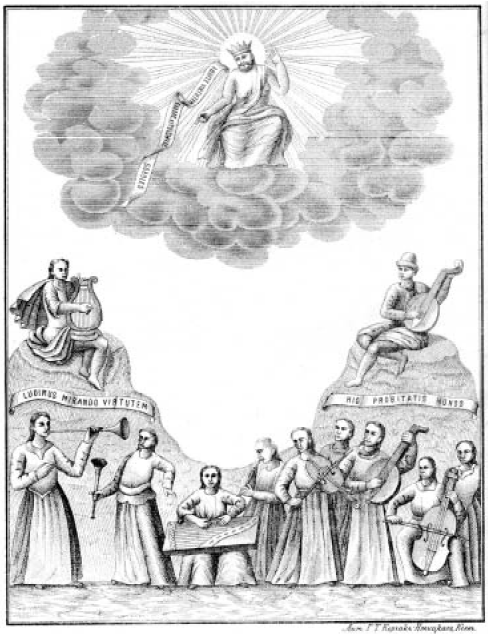
Ілюстрація з панегірика архімандриту Єлецького монастиря Т. Максимовичу від учнів Чернігівського колегіуму в 1730 р.

У граматичних класах вивчали також церковнослов'янську (пізніше — російську) та польську мови. Викладання польської мови в Чернігівському колегіумі було зумовлено традицією, яка склалася, коли Україна входила до Речі Посполитої. Про вивчення та використання польської мови в Чернігівському колегіумі свідчать насамперед зразки практичних вправ учнів граматичних класів, вірші та приклади в лекційних курсах викладачів колегіуму, наприклад в риториці «Ключ знання» 1708 р., вірші в панегірику, піднесеному архімандриту Єлецького монастиря Т. Максимовичу від учнів Чернігівського колегіуму в 1730 р. польською мовою були написані також вірші на смерть чернігівського архієпископа А. Дубневича, які 1750 р. склав студент колегіуму О. Павловський. Деякі з викладачів Чернігівського колегіуму були вихідцями з Західної України (її частина тоді була під владою Польщі), які закінчили Львівську академію: Софроній Зимінський — префект в 1737—1739 рр. та Панфутій Захаржевський, вчитель граматики. У колегіумі навчалися студенти з Західної України. Про значну увагу, яка приділялася вивченню польської мови, свідчило те, що в 1730-ті рр. навчальний заклад називався Чернігівська славено-польсько-латинська колегія. В 1781 р., згідно з указом консисторії, вітати спадкоємця російського престолу, що прибув до Чернігова, учні повинні були кількома мовами, що вивчалися в колегіумі, в тому числі і польською.
Основна увага в колегіумі приділялася опануванню латинської мови. Курси поетики, риторики та філософії, які були наступними після граматичних класів, викладалися латинською мовою.
До середини 1730-х рр. у Чернігівському колегіумі поетика не була виділена в окремий клас, а викладалася разом з риторикою, логікою та діалектикою одним вчителем, а саме префектом. У курсах поетики та риторики вивчали теоретичні засади античної поезії та красномовства, вчилися писати поетичні твори латинською та польською мовами, складати і проголошувати промови, панегірики, проповіді і т. ін. Згідно з академічною традицією, що існувала в Києво-Могилянській академії і в Чернігівському колегіумі, кожний викладач поетики, риторики, філософії повинен був підготувати свій курс лекцій, який він диктував своїм студентам. На жаль, до нашого часу збереглася незначна кількість рукописних підручників Чернігівського колегіуму.
Перший підручник, який був створений в Чернігівському колегіумі, — це курс риторики «Clavis scientiarum» («Ключ знання») 1708 р., автором якого вважають першого префекта колегіуму Антонія Стаховського. Риторику було написано під впливом відомої «Поетики» Феофана Прокоповича, вона мало чим відрізнялася за своїм змістом від риторик викладачів Києво-Могилянської академії, складалася, власне, з риторики та логіки з діалектикою, які читалися в кінці курсу. В той же час риторика «Ключ знання» була написана у формі «військової інструкції» з використанням відповідної термінології. Розділи, на які поділявся курс, носили назву караулів. Полководець (наставник) навчав студентів прийомів риторичної боротьби, для роз'яснення яких наводилося 11 прикладів латинською мовою та 2 — польською і т. д.
Вже на початку існування Чернігівського колегіуму в ньому, як і в Києво-Могилянській академії, складалися та ставилися п'єси. Автором драматичних творів, як правило, був учитель курсу поетики, в даному випадку префект А. Стаховський, що викладав поетику та риторику. «Спудеї» Чернігівського колегіуму часто виступали з п'єсами як на громадські, так і релігійні свята. На літніх канікулах студенти старших курсів, об'єднавшись у своєрідні театральні трупи, мандрували по Україні, розігруючи діалоги, сцени, п'єси в містах, селах, садибах, заробляючи таким чином на прожиття та на продовження навчання в колегіумі. Як цікаву ілюстрацію таких «епитицій» чернігівських «спудеїв» можна навести премеморію сотенної Салтиководівицької канцелярії Ніжинського полку префекту Чернігівського колегіуму С. Новопольському 1748 р., в якій мова йшла про групу студентів-«комедіантів» класу риторики колегіуму у складі 10 чоловік, які найняли двох музик у Полтаві і мандрували по Україні, були навіть у Січі.
Курс чернігівської риторики 1708 р. закінчувався викладанням логіки з діалектикою. Однією з головних цілей цього завершального розділу риторики було навчити студентів логічно мислити, правильно будувати докази, застосовувати вірну та переконливу аргументацію, вміти дискутувати. «Ключ знання» містив також особливий розділ — «Конклюзії», який не був завершений. Це свідчить про те, що, ймовірно, в Чернігівському колегіумі в кінці курсу риторики, що був до запровадження в 1749 р. філософії, так би мовити, останнім, випускним, проводилися диспути, які звичайно в Києво-Могилянській академії влаштовувалися наприкінці філософського та богословського курсів замість екзаменів.
В 1776 році Чернігівський колегіум реорганізовано в духовну семінарію, що існувала до 1917 року.

В 1716 р. викладачі Чернігівського колегіуму переклали історію Риму Тіта Лівія. Це був перший переклад творів знаменитого історика на слов'янську мову. Переклад, чотири об'ємні томи, зберігався в Московській патріаршій бібліотеці. Цікаво, що в одному з томів знаходилася записка, зроблена рукою Григорія Сковороди: 
|  | "Рге году месяца май є о день купил Сковорода, дав восем алтін" |

1717 р. колишній вчитель Чернігівського колегіуму архімандрит Троїцько-Іллінського монастиря Герман Кононович вперше у Чернігові здійснив видання Нового Завіту, де зробив спробу розтлумачити, прокоментувати не зовсім зрозумілі для читача розділи Нового Завіту.
Таким чином уже в перший період свого існування Чернігівський колегіум завдяки зусиллям його засновника І. Максимовича, першого префекта А. Стаховського, інших викладачів перетворився в значний центр просвіти в Лівобережній Україні, який був єдиним у регіоні до створення Харківського колегіуму.
Саме в цей час у Чернігівському колегіумі значного розвитку досягло мистецтво віршування, драматургія, перекладацька діяльність, відбувалися диспути, в яких знаходили відгуки визначні події суспільно-політичного життя того часу.
До нашого часу збереглося ще декілька рукописних підручників викладачів Чернігівського колегіуму. Вони знаходилися у бібліотеці Софійського собору в Києві і ввійшли до каталогу професора М. І. Петрова. Нині вони зберігаються у Національній науковій бібліотеці ім. В. І. Вернадського НАН України. «Сад цариці красномовства», 1717 р., «Вихователь ораторського мистецтва», 1718 р., риторика префекта І. Дубинського (1724—1725 рр.), риторика «Будинок Туліанового красномовства», 1726—1727 рр., «Тулій на нивах ораторських», 1738 р. Риторики були написані латиною.
Судячи з пишномовних, метафоричних назв курсів, автори їх продовжували барокові традиції письменників чернігівського літературно-мистецького осередку, таких як Л. Баранович, І. Величковський, Л. Крщонович, І. Максимович, А. Стаховський. широко використовували умовно-алегоричні образи, античну міфологію, різноманітну орнаментику. Особливо характерною в цьому відношенні була поетика викладача Чернігівського колегіуму Йосифа Лип'яцького, написана під значним впливом естетики бароко. Курс прочитаний в 1735—1736 рр. Нині він зберігається у Львівській бібліотеці ім. В. Стефаника НАН України.
Попри те, що лекційні курси чернігівських викладачів продовжували писатися латинською мовою і базувалися на античній теорії віршування та ораторського мистецтва, все більше уваги в них приділялося вітчизняній літературі. Починаючи з 30—40-х рр. XVIII ст. у прикладних розділах з'являються зразки українською і російською мовами. Якщо в риториці префекта Чернігівського колегіуму Фаддея Кокойловича, яка була прочитана на початку 20-х рр. XVIII ст., зразки російською мовою ще не зустрічаються, то в рукописній риториці 1748 р. префекта С. Ново-польського приклади російською мовою займали вже приблизно половину курсу.
В Чернігівському колегіумі викладання російської мови, російської поезії та риторики розпочалося у другій половині XVIII ст. за тими ж самими друкованими підручниками, що і в інших навчальних закладах: М. Смотрицького, А. Байбакова, М. Ломоносова. Латинську мову, поезію та риторику вивчали за підручниками М. М. Бантиша-Каменського, Ф. Прокоповича, І. Бургія.
Наступним курсом, який читався в Чернігівському колегіумі після риторики, був курс філософії, запровадженні в 1749 р. Філософія разом з наступним за ним курсом богослов'я становила вищий ступінь наук «superiora», що викладався на той час у Києво-Могилянській академії та Харківському колегіумі. Філософія вивчалася два роки. Запровадити повний «курс наук» у Чернігівському колегіумі намагався ще в кінці 30-х рр. XVIII ст. чернігівський єпископ Н. Сребницький. Але через брак приміщень він не зміг цього зробити. В 1749 р. з ініціативи чернігівського єпископа А. Дубневича був відкритий клас філософії, який розміщувався в монастирській трапезній, що було дуже незручно, бо заняття відбувалися в перервах між церковними службами та трапезами монахів (зараз це приміщення відоме як колегіум).
Отже Чернігівський колегіум — одна з найстаріших середніх шкіл в Україні, заснована 1700 року за зразком Київської колегії чернігівським архієпископом Іоаном Максимовичем; згодом розвинулася завдяки щедрій допомозі гетьмана Івана Мазепи. Чернігівська колегія створена на базі слов'яно-латинської школи, переведеної до Чернігова з Ніжина. Навчання тривало 6 років. Чернігівська колегія була загальноосвітньою школою (не мала богословського і філологічного класів); серед учнів були переважно сини священників (1743 — 44 з 253 учнів — 78) та козаків. У 1776 році Чернігівський колегіум перетворено на духовну семінарію, яка проіснувала до 1917 року.